# 高橋篤史 (ジャーナリスト)
高橋 篤史（たかはし あつし、1968年 - ）は、日本のジャーナリスト。

## 経歴
愛知県生まれ。早稲田大学教育学部卒業。記者として日刊工業新聞社や東洋経済新報社に勤務、2009年にフリーランスとなり、各種媒体に寄稿している。
企業犯罪や経済事件についての調査報道で知られる。2011年、日本振興銀行の木村剛とSFCG（旧：商工ファンド）の大島健伸について扱った著書『凋落』が新潮ドキュメント賞候補。
大鹿靖明がジャーナリストを対象に行った取材を受けており、大鹿の『ジャーナリズムの現場から』（講談社現代新書、2014年）に収録されている。

## おもな著書
- 『ドキュメント　ゼネコン自壊』（東洋経済新報社、2002年）
- 『粉飾の論理』（東洋経済新報社、2006年）
- 『兜町コンフィデンシャル』（東洋経済新報社、2006年）
- 『凋落 木村剛と大島健伸』（東洋経済新報社、2011年） - 第10回新潮ドキュメント賞（2011年）候補
- 『創価学会秘史』（講談社）